# 亞塔希 (新墨西哥州)
亞塔希（英語：Yah-ta-hey）是位於美國新墨西哥州麥金萊縣的普查規定居民點。

## 人口
根據2020年美國人口普查的數據，亞塔希的面積為8.90平方千米，皆為陸地。當地共有人口757人，而人口密度為每平方千米85.06人。